# Daniel Roche (Historiker)

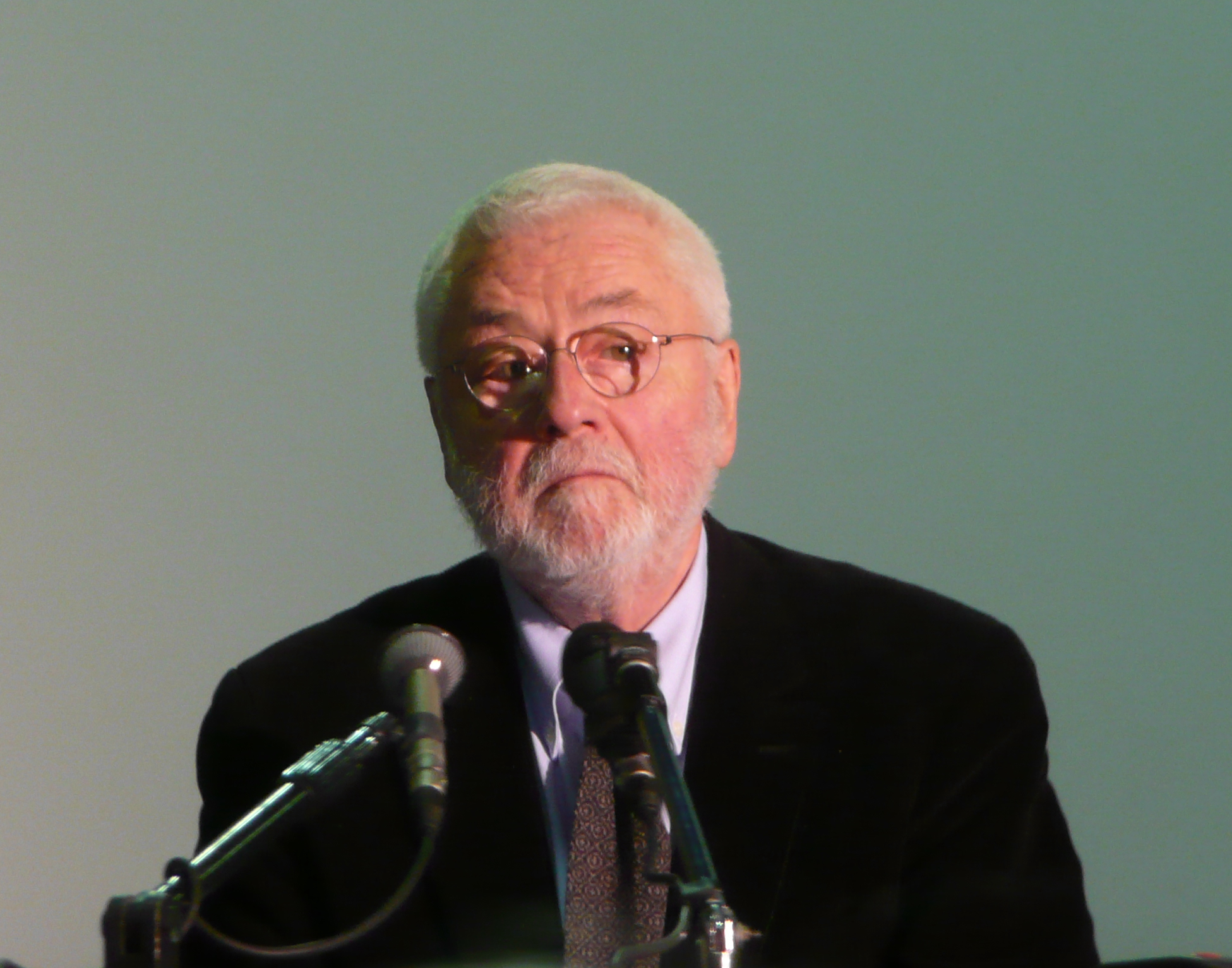
Daniel Roche 2010

Daniel Roche (* 26. Juli 1935 in Paris; † 19. Februar 2023) war ein französischer Kulturhistoriker, der sich mit dem Zeitalter der Aufklärung und der Französischen Revolution befasste. Er gehörte zur Annales-Schule.

## Leben und Wirken
Roche ging in Paris zur Schule und studierte an der Sorbonne mit dem Abschluss 1958. Danach war er Schullehrer in Châlons-sur-Marne und ab 1962 Assistent an der Ecole Normale Superieure de Saint-Cloud und gleichzeitig beim CNRS. Ab 1973 war er an der Universität Paris VII (ab 1974 als Maître de conférence) und ab 1978 Professor an der Sorbonne (Universität Paris I). 1985 bis 1989 war er Professor am Institut Européen in Florenz, seit 1989 Directeur d’études an der École des Hautes Études en Sciences Sociales (EHESS) und seit 1990 Direktor des Institut d’Histoire Moderne et contemporaine. Von 1998 bis 2005 war er Professor am Collège de France.
Er veröffentlichte in seiner Dissertation von 1978 eine Studie über Akademien in der Provinz im Zeitalter der Aufklärung, 1981 über das Alltagsleben in Paris, 1989 über Kleidung und 1993 eine Gesamtdarstellung der französischen Aufklärung. 1992 erhielt Roche den Grand Prix National d’Histoire und wurde im selben Jahr Officier des Arts et Lettres. 1996 wurde er Ritter des Ordre du Mérite und 2001 erhielt er den Grand Prix d’Histoire de la ville de Paris und den Prix Pégase. Roche ist zweifacher Ehrendoktor (Genf, Verona). Für 2016 wurde ihm der Grand Prix Gobert zugesprochen für Histoire de la culture équestre, XVIe ‑ XIXe siècle. Roche war Mitglied der British Academy (1999), der American Academy of Arts and Sciences (1998), der Academia Europaea (1989) und der American Philosophical Society (2009).
Er starb am 19. Februar 2023 im Alter von 87 Jahren.

## Schriften
- Le Siècle des Lumières en province. Académies et académiciens provinciaux, 1689–1789, 2 Bände, Paris/Den Haag: Mouton 1978, 1989.
- Le Peuple de Paris: Essai sur la culture populaire au XVIIIe siècle, Paris: Aubier 1981, Fayard 1998.
- Journal de ma vie. Édition critique du journal de Jacques-Louis Ménétra, compagnon vitrier au XVIIIe siècle, Paris: Montalba 1982.
- mit Pierre Goubert Les Français et l’Ancien Régime. I – La Société et l’État. II – Culture et Société, 2 Bände, Paris: A. Colin 1984, 1993.
- Les Républicains des Lettres, gens de culture et Lumières au XVIIIe siècle,  Paris, A. Fayard 1988.
- La culture des apparences. Essai sur l’Histoire du vêtement aux XVIIe et XVIIIe siècles, Paris: A. Fayard 1989.
- La France des Lumières, Paris: A. Fayard 1993.
- Histoire des choses banales. Naissance de la Société de consommation, XVIIIe-XIXe siècle, Paris: A. Fayard 1997.
- Les Écuries royales (XVIe–XVIIIe siècles), Paris: Association pour l’Académie d’art équestre de Versailles 1998.
- Voitures, chevaux, attelages du XVIe au XIXe siècle, Paris: Association pour l’Académie d’art équestre  2001.
- Humeurs vagabondes, De la circulation des hommes et de l’utilité des voyages, Paris: A. Fayard 2003.
- La Culture équestre de l’Occident, XVIe ‑ XIXe siècle, L’ombre du cheval – Tome 1, Le cheval moteur, Essai sur l’utilité équestre, Fayard 2008.
- Histoire de la culture équestre, XVIe ‑ XIXe siècle, L’ombre du cheval – Tome 2, La gloire et la puissance, Fayard, 2011.